# Борозенова Ольга Феодосіївна
Ольга Феодосіївна Борозенова (нар. 10 серпня 1952, село Звенигородського району, тепер Черкаської області) — українська радянська діячка, новатор виробництва, майстер Звенигородського маслосирзаводу Черкаської області. Депутат Верховної Ради УРСР 10-го скликання.

## Біографія
Закінчила середню школу в селі Княжа Звенигородського району Черкаської області. Член ВЛКСМ.
У 1970—1975 роках — інспектор відділу соціального забезпечення Звенигородського району Черкаської області.
Закінчила Звенигородську школу майстрів сировиробництва.
З 1975 року — майстер сировиробництва Звенигородського маслосирзаводу Черкаської області. Без відриву від виробництва закінчила заочне відділення Харківського технікуму молочної промисловості.
Потім — на пенсії у місті Звенигородці Черкаської області.